# Christopher Doyle
Christopher Doyle (ur. 2 maja 1952 w Sydney) – australijski operator filmowy.
W końcu lat 70. osiadł na Tajwanie, gdzie zajął się działalnością teatralną. W 1981 zadebiutował jako operator filmowy, rozgłos i nagrody na najważniejszych festiwalach przyniosła mu współpraca z Wong Kar-Waiem. W 1999 roku zadebiutował jako reżyser filmem Dive Bar Blues.

## Filmografia
- That Day on the Beach (1981)
- Au Fu (1983)
- Noir et Blanc (1986)
- Soul (1987) Burning Flying Snow (1987)
- Love is the Eternal Rose (1988)
- I'm Sorry (1990)
- Days of Being Wild (1990)
- Mary from Beijing (1992)
- Beijing Bastards (1992)
- The Peach Blossom Land (1992)
- The Red Lotus Society (1993)
- Ashes of Time (1994)
- Red Rose, White Rose (1994)
- Chungking Express (1994)
- The Peony Pavilion (1995)
- Out of the Blue (1995)
- Upadłe anioły (1995)
- Four Faces of Eve (1996)
- Temptress Moon (1996)
- Happy Together (1997)
- Typhoon Shelter (1997)
- First Love (1997)
- Motel Cactus (1997)
- Psychol (1998)
- Dive Bar Blues (1998)
- Smak wolności (1998)
- Spragnieni miłości (2000)
- Ustawieni (2001)
- Polowanie na króliki (2002)
- Spokojny Amerykanin (2002)
- Trzy (2002)
- Hero (2002)
- 2046 (2003)
- Paranoid Park (2007)
- Izolator (2008)